# Rosca concentrada

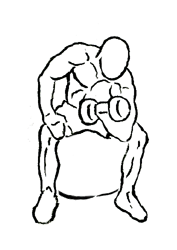
Desenho de Rosca Concentrada sendo executada

Rosca concetrada (também conhecido como Flexão de cotovelo concentrada ou Flexão concentrada) é um exercício físico de treinamento de força. O exercício é realizado com um banco e um halteres. Sentado no banco, com as pernas abertas, encosta-se o cotovelo na altura do meio da coxa (músculo vasto medial); flexiona-se o antebraço até a altura do peitoral e extensiona-se até o chão, completamente, sem desencostar o cotovelo da coxa. Obviamente, para efeito, é necessário fazer repetidas vezes, e alternar os braços. O exercício trabalha, concetradamente, o bíceps.
1. 1 2  «Treinamentos». CBLB. Consultado em 23 de Dezembro de 2010. Arquivado do original em 15 de setembro de 2010

{{Exercícios para treinam